# Paola Musiani
Paola Musiani (Vignola, 25 novembre 1949 – Bologna, 8 gennaio 1985) è stata una cantante italiana.

## Biografia
Originaria di Vignola, iniziò a cantare nelle balere della sua zona e, nel 1966, dopo aver partecipato a un concorso canoro con una versione di Sono bugiarda, cover di I'm a Believer dei Monkees, ottenne un contratto con la CBS.
Debuttò l'anno seguente con il primo 45 giri, La facciata A/Dipingi un mondo per me (la canzone sul lato B viene presentata al Festivalbar), ma il successo arrivò con una versione di Ode per Billie Joe, cover del noto brano di Bobbie Gentry, a cui seguì Un ragazzo che sogna nel 1968.
L'anno successivo partecipò al Cantagiro con Deserto, e sempre nel 1969 incise Tu dormirai, canzone inserita nella colonna sonora del film Una lezione particolare e scritta da Francis Lai.
Nel 1970 passò alla Bentler, e nello stesso anno con Faccia da schiaffi vinse la Mostra Internazionale di Musica Leggera di Venezia. Pochi mesi dopo partecipò alla Caravella dei successi di Bari.
L'anno successivo fu presente con il brano Noi a Un disco per l'estate, manifestazione nella quale l'anno seguente propose Passerà.
Prese inoltre parte a Canzonissima 1971 con Il nostro concerto, cover di Umberto Bindi, tornando poi nel 1972 con Amore immenso e nel 1974 proponendo una sua versione di Tango della gelosia.
Partecipò al Festival di Sanremo 1974 con La donna quando pensa e a quello del 1975 con Se nasco un'altra volta, di Alberto Testa e Pino Donaggio, venendo in entrambi i casi eliminata dopo la prima esecuzione.
Nel 1977 incise Se e Mi sento femmina, scritte da Ermanno Capelli (testi) e Walter Zabai (musiche).
Negli anni successivi, pur continuando a incidere, si avvicinò all'operetta e iniziò a recitare, fino alla prematura scomparsa avvenuta nel 1985, all'età di 35 anni, a causa di un incidente stradale (la sua Volvo grigia si schiantò contro un autocarro). La Musiani proprio nel 1985 si stava preparando per ritornare sulle scene al Festival di Sanremo con la canzone Che ora è.

## Discografia

### Album
- 1972 ― Dedicato a Paola (Bentler, BE/LP 1029)
- 1984 ― Trapianto (F1 Team, LP 33312)

### Singoli
- 1967 ― La facciata A/Dipingi un mondo per me (CBS, 2727)
- 1967 ― Ode per Billie Joe/Con la tua mamma (CBS, 3027)
- 1968 ― Un ragazzo che sogna/Promesse (CBS, 3513)
- 1969 ― Tu dormirai/Se vuoi cadere in piedi (CBS, 4171)
- 1969 ― Deserto/La principessa non canta più (CBS, 4280)
- 1970 ― Faccia da schiaffi/Cosa vuoi cuore mio (Bentler, BE/NP 5066)
- 1970 ― Verde luna/Amarti o non amarti (Bentler, BE/NP 10001)
- 1971 ― Noi/Le mie pazza scale (Bentler, BE/NP 5077)
- 1971 ― Il nostro concerto/Adesso che mi manchi tu (Bentler, BE/NP 5079)
- 1972 ― Passerà/La mia strana vita (Bentler, BE/NP 5082)
- 1972 ― Tocco magico/Alone again (Bentler, BE/NP 5086)
- 1972 ― Tu eri il mio bene/Amore immenso (Bentler, BE/NP 5088)
- 1973 ― Tango della gelosia/Davanti a Dio (Bentler, BE/NP 5089)
- 1974 ― La donna quando pensa/L’ultima spiaggia (Bentler, BE/NP-5091)
- 1975 ― Se nasco un'altra volta/Chiaro (Bentler, BE/NP-5099)
- 1978 ― Se/Vieni adesso (Bella Record, ZBN 10002)
- 1979 ― Quello che ci vuole per me (Space, ZSB 00102)
- 1982 ― Lassame sta’/È amare (Effe Proposta, EP-005)
- 1983 ― Fastidio/Curiosità (F1 Team, P 7301)